# 埃爾克霍恩鎮區 (堪薩斯州林肯縣)
埃爾克霍恩鎮區（英語：Elkhorn Township）為美國堪薩斯州林肯縣轄下的鎮區。2010年美国人口普查中此鎮區人口有929人。

## 地理
埃爾克霍恩鎮區涵蓋總面積為93.1平方（35.95平方英里），其中陸地面積為93.1平方（35.94平方英里），水域面積為0.026平方（0.01平方英里）或0.03%。海拔高度415（1,362英尺）。

## 人口統計
根據2010年美國人口普查，埃爾克霍恩鎮區人口有929人，其中男性有450人，女性有479人，人口密度為每平方公里9.98人，住房計543戶。鎮區內的白人有889人，非裔美國人有4人，美洲原住民有13人，亞裔美國人有1人，太平洋島裔美國人有0人，其他種族有10人，混血種族則有12人。此外鎮區內有28人為西班牙裔或拉丁裔美國人。此鎮區之年齡中位數為43.9歲，而男性年齡中位數為40.3歲，女性年齡中位數為47.4歲。

## 交通

### 主要公路
- 14號堪薩斯州州道
- 18號堪薩斯州州道